# Eleições estaduais nos Estados Unidos em 2010
As eleições estaduais para governador dos Estados Unidos em 2010 foi realizada na terca-feira 2 de novembro de 2010 em 37 estados e dois territórios. 20 dos 39 estados e territórios norte-americanos onde ocorreu as eleições eram governados por titulares democratas e 19 por republicanos.